# La tumba (novela)
La tumba es una novela del escritor mexicano José Agustín (Acapulco, Guerrero, 1944), publicada en 1964 y considerada la primera novela de la literatura de la Onda.

## Claves de la novela
La tumba fue la primera novela publicada por José Agustín, iniciador en México de un movimiento literario que sería bautizado, de manera despectiva, como literatura de la Onda por Margo Glantz.En el libro el autor inventó una nueva concepción narrativa, con una sensibilidad diferente, usando por primera vez un lenguaje moderno, totalmente coloquial y sin censura, con un estilo fresco que atentaba contra las expectativas de su generación.Su lenguaje y sus formas se convierten en signos reconocibles de una época.

### Personajes
El personaje principal es Gabriel Guía, un adolescente de 17 años, estudiante de preparatoria e hijo de una pareja acomodada de la Ciudad de México. A él se unen:
- Dora Castillo, compañera de clase, amiga y causante de varios problemas y aventuras del protagonista.
- Jacques Muñiz, líder del círculo literario moderno.
- Germaine Giraudoux, segunda novia de Gabriel, la conoce a través de un amigo de su papá.
- Laura Guía, prima de Gabriel. Involucrada en un accidente de auto.
- Berta Guía de Ruthermore, tía del protagonista.
- Elsa Galván, Tercera novia de Gabriel, tiene relaciones sexuales con ella y la embaraza. Decidió abortar y queda estéril (podría significar el cambio del papel de la mujer).

Otros personajes: Martín, Carlos, Gilberto, David, Vicky y Rosaura San Román, Jaime Valle; entre otros, incluidos los padres del protagonista Gabriel Guía, maestra, arquitecto equis castillo (padre de dora)

### Trama
Esta novela es sobre un adolescente de 16 años (en el transcurso de la historia cumple 17) que vive en el seno de una familia acomodada y de cierto renombre en la sociedad de la ciudad; es un joven con tendencias rebeldes, posee una visión cínica y desencantada de la vida; sus gustos musicales son diversos con mayor preferencia de música clásica (la ópera Lohengrin de Wagner es un leitmotiv y es la pieza favorita de Gabriel. El personaje de Elsa es una referencia a la protagonista femenina de esta ópera, también se escucha a Stravinski, Jazz y Rock and Roll) y literatura; es escritor (escribe poesía, cuentos y una novela) y domina inglés y francés.
La historia comienza en la escuela, en su clase de francés, inmediatamente se nota el carácter del personaje engañando a su profesora de francés haciéndole creer que es una excelente maestra fingiendo aprender de manera extraordinaria hasta que uno de sus compañeros (Carlos) deshace por accidente el engaño; En clase de literatura hace gala de sus talentos como escritor al ser acusado de plagiar a Chéjov por Dora Castillo; ella es su compañera y amiga con la que sostiene algunas aventuras y la primera aventura sexual del libro. Después Gabriel consigue su venganza al rehusarle su ayuda con una situación familiar que termina con Dora en Austria.
Dora después de la broma del plagio introduce a Gabriel al Círculo Literario Moderno, un club literario que es fundamental para el desarrollo del libro; en el CLM Gabriel conoce a Jacques (líder del club) y a otros personajes que influyen en él durante el desarrollo de la novela; también en el CLM conoce a Elsa Galván, con quién comparte muchas experiencias.
Durante la historia, Gabriel tiene varias compañeras sexuales, la segunda, después de Dora, es Germaine Giraudoux que marca en Gabriel un cambio significativo; después llega a la historia un punto de inflexión muy importante al introducir a su prima (y mejor amiga) Laura Guía, es introducida cuando esperan la llegada de Berta Ruthermore, hermana menor del padre de Gabriel quién se dice, es extraordinariamente bella, durante la espera Laura y Gabriel se vuelven muy buenos amigos al intercambiar ideas y bebidas alcohólicas en un bar; durante una fiesta en honor de su tía, Gabriel tras un baile provocativo y unos tragos termina teniendo relaciones sexuales con su tía; hecho que marca a Gabriel adpotando una actitud totalmente cínica desde ese punto.
El punto de inflexión, después de una noche de parranda su prima Laura muere víctima de un accidente automovilístico; el mundo de Gabriel se viene a abajo y la depresión lo lleva más y más a la perdición hasta que en el CLM conoce a Elsa Galván, de quién se enamora; para después sufrir una decepción al descubrir que Elsa no es tan diferente como él, al haber tenido por amante un profesor; fue un hecho devastador para Gabriel que, sin embargo, continúo su relación con ella. Otro hecho determinante en el final de nuestro personaje, fue una postal escrita por Dora Castillo para Gabriel, en la que muestra como ha madurado e hizo ver a Gabriel que la vida tiene que ser diferente, más moderada; él lo comprende pero dado los hechos recientes, no le importa y se tira a su vida mundana y rebelde de manera total.
Es después de leer esta postal, y tras embarazar a Elsa, que empieza a "delirar". Realizado el aborto que deja sin posibilidad de concebir a Elsa; Gabriel empieza a escuchar el característico sonido "clic, clic" de la obra. El final da un giro drástico con la decisión de Gabriel sobre acabar con su propia vida.